# Лузураско (Пјаченца)
Лузураско је насеље у Италији у округу Пјаченца, региону Емилија-Ромања.
Према процени из 2011. у насељу је живело 682 становника. Насеље се налази на надморској висини од 116 м.